# Allan Wlk
Allan Steven Wlk Dure (ur. 1 marca 2003 w Asunción) – paragwajski piłkarz występujący na pozycji napastnika, od 2025 roku zawodnik Sportivo Ameliano.
Jego pradziadek pochodził z Czech.